# Дзбенін (гміна Трошин)
Дзбенін (пол. Dzbenin) — село в Польщі, у гміні Трошин Остроленцького повіту Мазовецького воєводства.
Населення — 116 осіб (2011).
У 1975-1998 роках село належало до Остроленцького воєводства.

## Демографія
Демографічна структура станом на 31 березня 2011 року:
|          | Загалом | Допрацездатний вік | Працездатний вік | Постпрацездатний вік |
| -------- | ------- | ------------------ | ---------------- | -------------------- |
| Чоловіки | 57      | 12                 | 39               | 6                    |
| Жінки    | 59      | 10                 | 34               | 15                   |
| Разом    | 116     | 22                 | 73               | 21                   |